# Randowtal
Randowtal – gmina położona we wschodniej części Niemiec, w kraju związkowym Brandenburgia, w powiecie Uckermark, wchodzi w skład związku gmin Gramzow.
Gmina jest zaliczana do aglomeracji szczecińskiej. Przez gminę przebiega autostrada A11, łącząca Berlin z granicą polsko-niemiecką, na której przechodzi w autostradę A6, prowadzącą do Szczecina.

## Historia
Gmina powstała w 2001 z połączenia gmin Eickstedt, Schmölln i Ziemkendorf.
Najstarsza znana wzmianka o miejscowości Schmölln pochodzi z 1239, o Eickstedt z 1271, a o Ziemkendorf z 1288. Obszar w późnym średniowieczu stanowił część gryfickiego księstwa pomorskiego, po czym jako część Marchii Wkrzańskiej został włączony do Elektoratu Brandenburgii.

## Zabytki
- Ruiny zamku z XIII w. w Schmölln
- Kościół w Schmölln z XIII w.
- Budynek szkoły w Schmölln
- Most w Schmölln
- Kościół w Eickstedt z XIII w.
- Dwór w Eickstedt z XVIII w.
- Kościół w Schwaneberg z XIII w., przebudowywany w kolejnych wiekach
- Zespół dworski w Schwaneberg z XVIII w.
- Kościół w Wollin z XIII w.
- Kościół w Ziemkendorf z XIII w.
- Kościół w Grenz z XVII w.

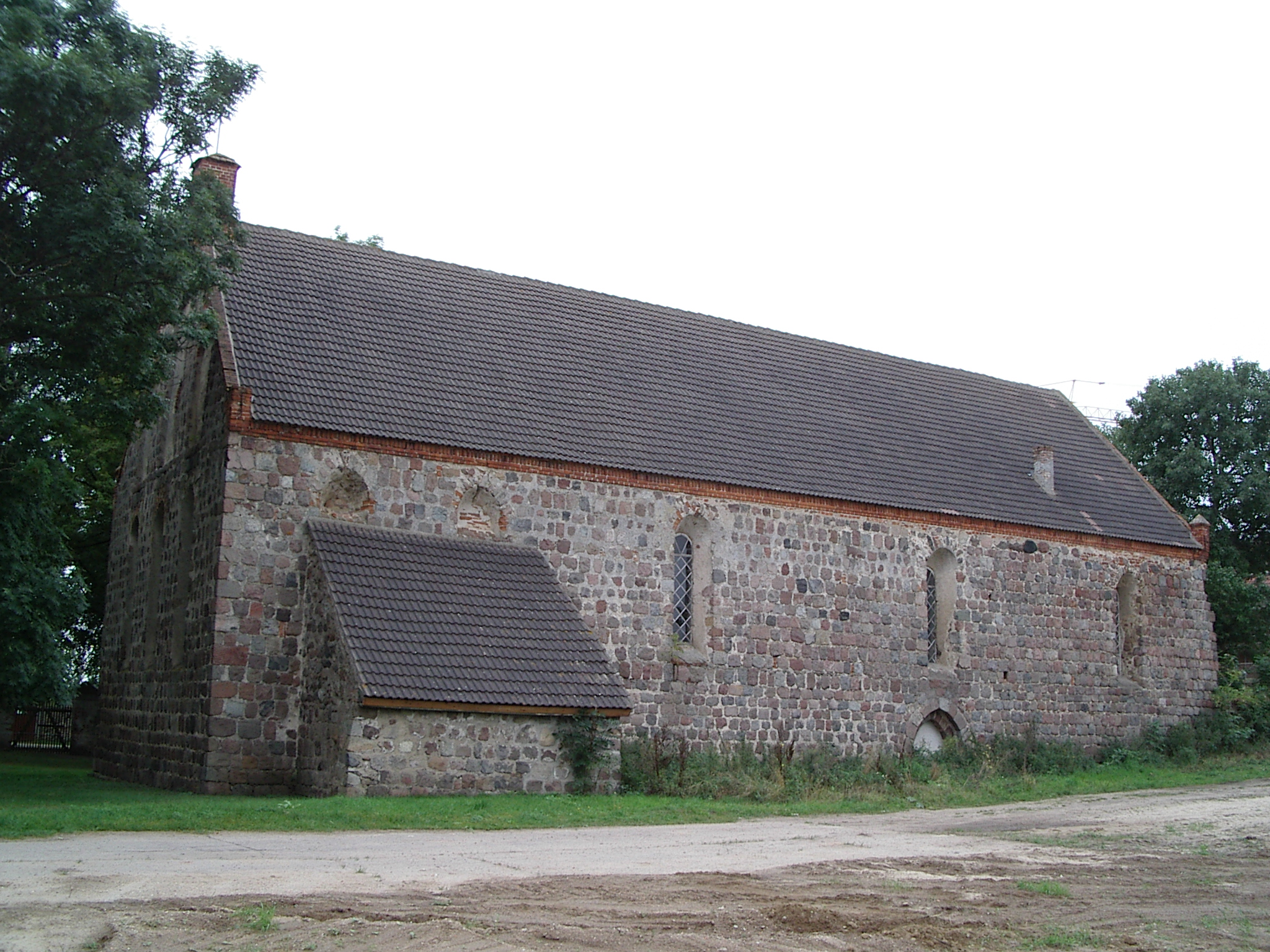
Kościół w Eickstedt
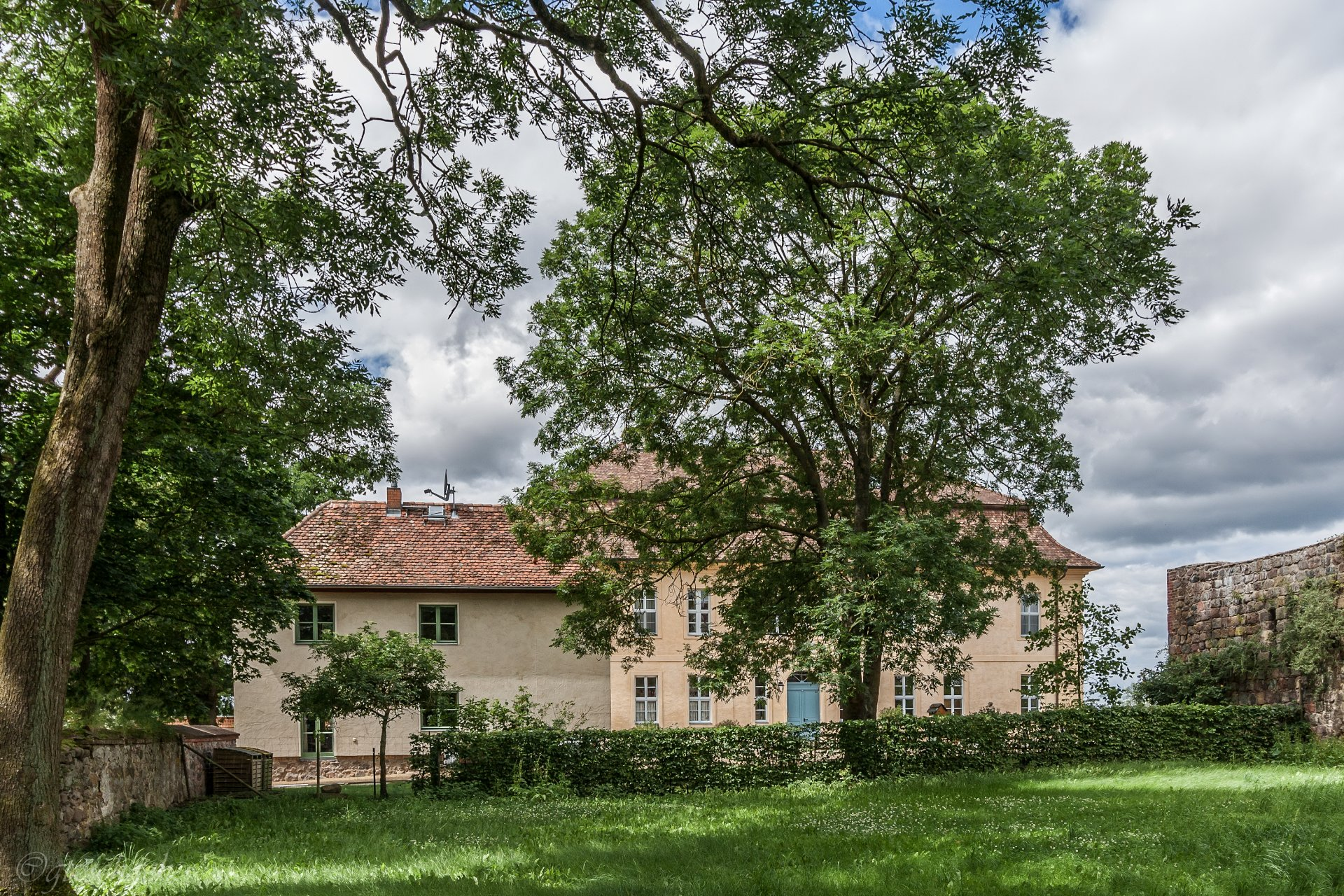
Dwór w Eickstedt
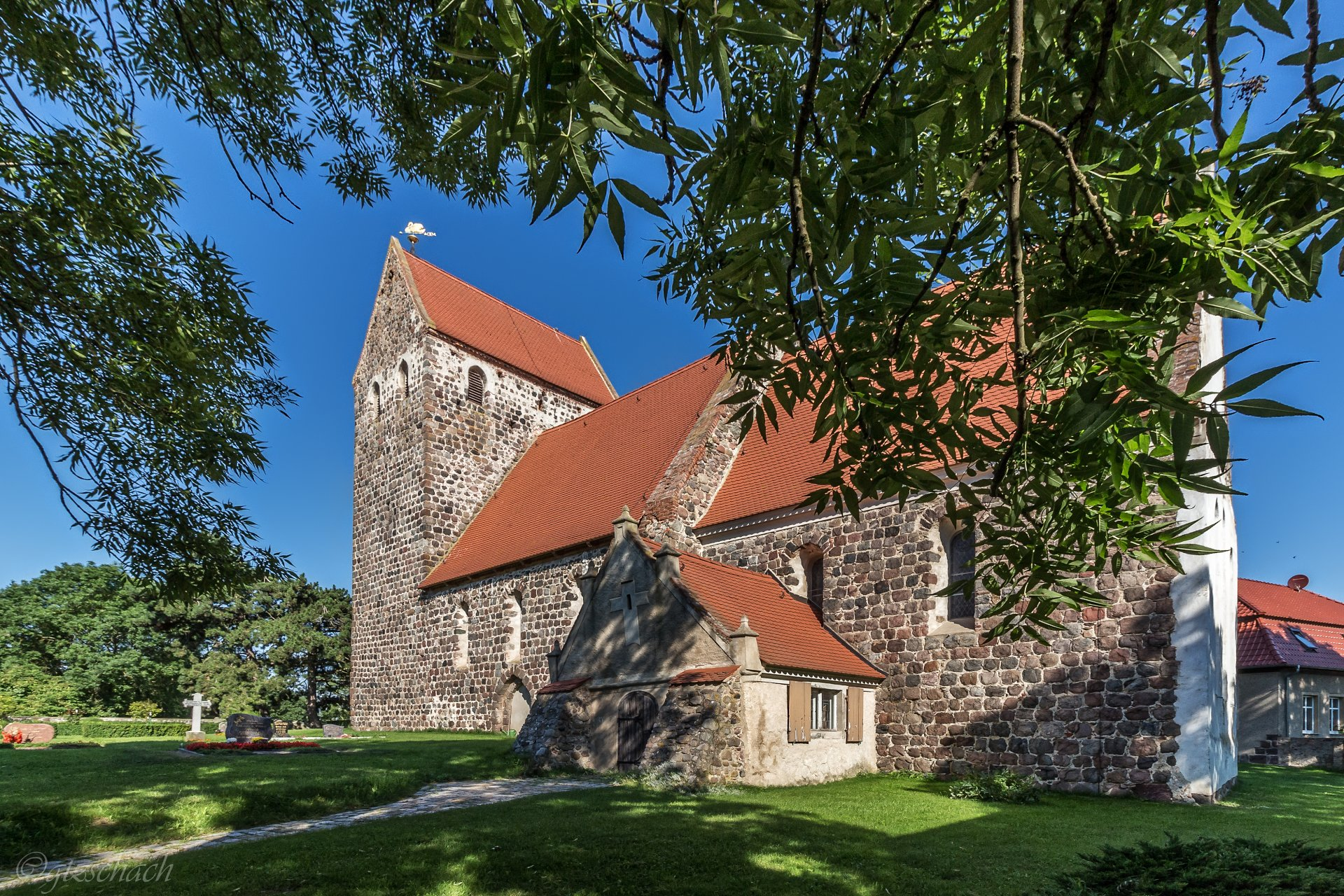
Kościół w Schwaneberg
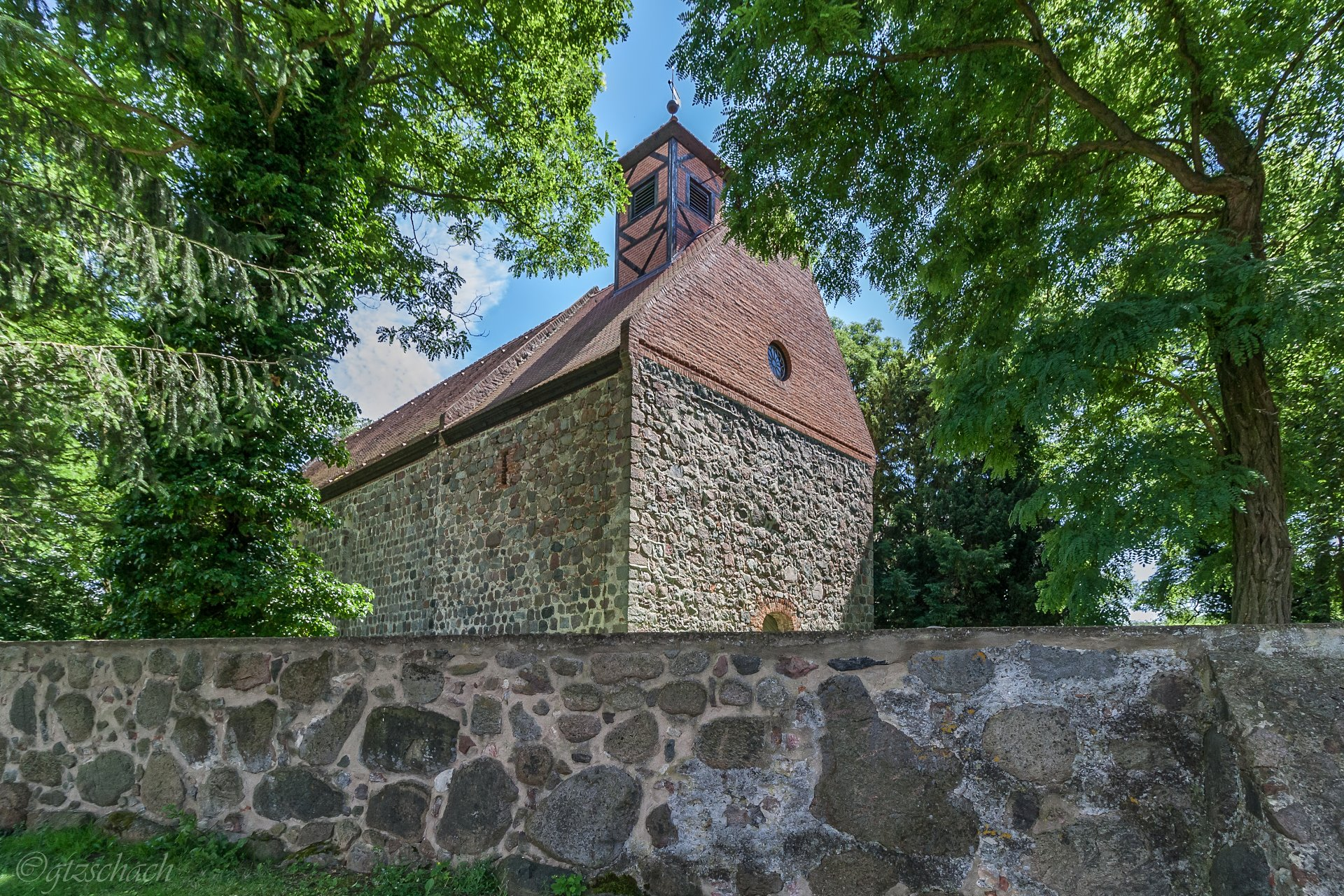
Kościół w Wollin

## Demografia
Wykres zmian populacji Randowtal w granicach z 2013 r. od 1875 r.:

## Współpraca międzynarodowa
- gmina Krzęcin